# UY Volantis
UY Volantis eller EXO 0748-676, är en röntgenstrålande dubbelstjärna med låg massa i den norra delen av stjärnbilden Flygfisken. Den har en skenbar magnitud av ca 16,9 och kräver ett kraftfullt teleskop för att kunna observeras. Stjärnan beräknas den befinna sig på ett avstånd på ca 26 000 ljusår (ca 6 800 – 9 100 parsek)  från solen. Den rör sig bort från solen med en heliocentrisk radialhastighet på ca 20 km/s.

## Egenskaper
Egenskaperna hos dubbelstjärnans två komponenter är osäkra och motsägelsefulla. En komponent är nästan säkert en neutronstjärna, som har en ganska strikt övre massgräns. Den andra komponenten är en stjärna med låg massa, men dess egenskaper påverkas av den nära neutronstjärnan. De två komponenterna har en omloppsperiod av 3,82 timmar.

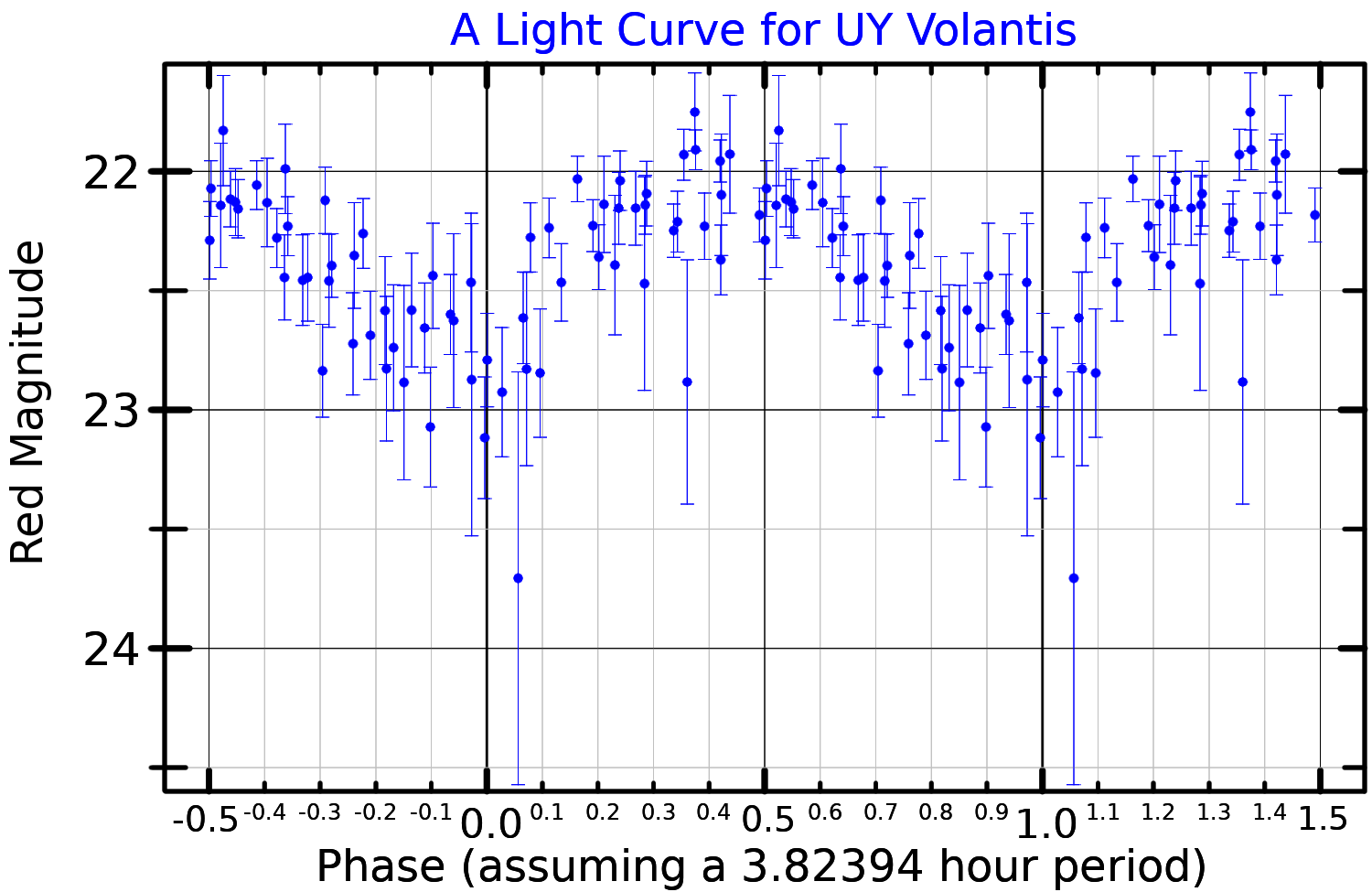
Ljuskurva i röda bandet för UY Volantis, plottad från Hynes and Jones (2009)

Systemet genomgår röntgenförmörkelser som kan användas för att avgränsa egenskaperna hos banan och de ingående stjärnorna. Omloppsbanans lutning måste vara hög och tros vara ca 76°. Komponenternas massförhållande är relativt välkänt och visar att neutronstjärnan är ungefär fyra gånger så massiv som dess följeslagare. Detta innebär antingen en ovanlig lågmasstjärna eller en ovanligt högmassig neutronstjärna. Enkla modeller beräknar neutronstjärnans massa till över 3 solmassor vilket är teoretiskt omöjligt. Mer komplexa modeller av systemet som grundas på mätning av förmörkelserna ger fortfarande en oväntat hög massa hos neutronstjärnan på ca 2 solmassor vilket skulle göra den till en av de tyngsta kända. En mer förväntad neutronstjärnemassa på ca 1,4 solmassa kan härledas genom att göra vissa antaganden om spektrallinjernas ursprung eller en ovanligt lågmassig följeslagare.